# Бистрець (Добрицька область)
Би́стрець (болг. Бистрец) — село в Добрицькій області Болгарії. Входить до складу общини Крушари.

## Населення
За даними перепису населення 2011 року у селі проживали 113 осіб.
Національний склад населення села:
| Національність   | Кількість осіб | Відсоток |
| ---------------- | -------------- | -------- |
| турки            | 99             | 89,2%    |
| болгари          | 12             | 10,8%    |
| інша             | 0              | 0%       |
| не визначились   | 0              | 0%       |
| Всього відповіли | 111            |          |

Розподіл населення за віком у 2011 році:
Динаміка населення: